# لکسمارک
لکسمارک (به انگلیسی: Lexmark) شرکت رایانهای آمریکایی است، که در زمینه ساخت چاپگر، چاپگرهای لیزری، تونر و کارتریج جوهرافشان، همچنین ارائه خدمات مدیریت فرایندهای تجاری، مدیریت محتوای سازمانی و سامانه مدیریت اسناد فعالیت می‌نماید.
شرکت لکسمارک در سال ۱۹۹۱ راه‌اندازی شد. دفتر مرکزی این شرکت در شهر لکزینگتون، کنتاکی، ایالات متحده آمریکا قرار دارد و سهام آن در بازار بورس نیویورک معامله می‌شود.